# Cafe Racer

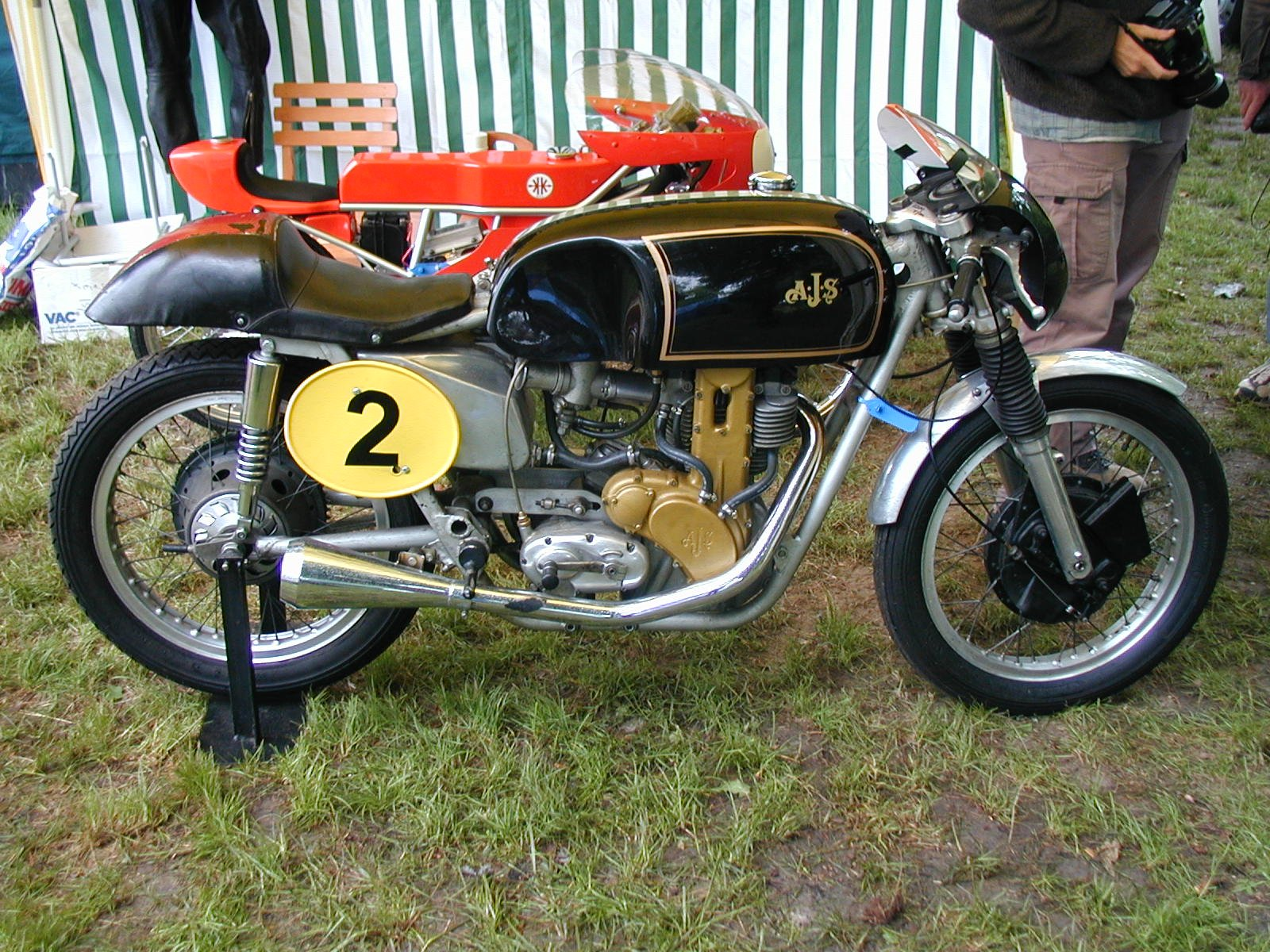
Ejemplo de montura Cafe Racer, una AJS 7R, de 350 cc.

El Cafe Racer es un estilo de motociclismo y motocicleta popularizado en el Reino Unido en la década de los años 1950, principalmente por los rockers, que personalizaban sus motos con pequeños carenados, modificaciones en chasis y estriberas, tubos de escape, colines y aligeramiento general de la máquina, quitando todo aquello que no fuera necesario y poniendo especial énfasis en la velocidad y agilidad, dejando la comodidad de sus monturas en un segundo plano.
En nuestros días, este fenómeno y costumbre adoptada por amantes de las motocicletas se mantiene con bases muy variadas, siendo apreciadas sobre todo las máquinas con solera y currículum, ya sean de origen británico, como en sus comienzos, o bien de cualquier otra procedencia, siempre que los elementos básicos se presten configurar una auténtica Cafe Racer y la habilidad, imaginación o buen hacer de sus propietarios y constructores lo permitan.
"El cafe racing es sobre todo una cuestión de gusto. Es una mentalidad atávica, una peculiar mezcla de estilo bajo, alta velocidad, pura tontería y una desdeñosa dedicación a la vida de café y todos sus peligrosos placeres…. "
Hunter S. Thompson

## Definición
La definición es sencilla, una Cafe Racer es una moto de los años cincuenta, producto de la cultura rocker del momento, época en la que se buscaban motos rápidas para ir en “peregrinación” de café en café. Su equivalente norteamericano sería una Bobber o una Chopper. El nombre, aunque esto es algo que pertenece a la leyenda urbana, parece que nació al unir esas cafeterías con las carreras que desarrollaban los jóvenes entre cada café y que duraban lo que una canción en la gramola del local.
Concretando la definición un paso más, las Cafe Racer no eran más que motos normales que los propietarios transformaban para mejorar sus prestaciones y su manejo. Transformaciones que se centraban en estas mejoras pero que solían olvidar aspectos como la comodidad. De esta manera se instalaban manillares deportivos (estrechos y planos o incluso semi-manillares más deportivos) depósitos de mayor capacidad, asientos individuales y estriberas retrasadas para adaptar la posición del piloto y hacerla lo más aerodinámica posible. Todo lo demás se consideraba superfluo y por tanto se eliminaba de la moto sin contemplaciones.